# Rubus leucandrus
Rubus leucandrus es una especie de planta del género Rubus, perteneciente a la familia Rosaceae.

## Taxonomía
Rubus leucandrus fue descrita por Wilhelm Olbers Focke en 1875.

## Distribución
Se encuentra en el territorio de Bélgica, Alemania y Países Bajos.